# Avesicladiella britannica
Avesicladiella britannica är en svampart som beskrevs av W.P. Wu, B. Sutton & Gange 1997. Avesicladiella britannica ingår i släktet Avesicladiella, divisionen sporsäcksvampar och riket svampar.   Inga underarter finns listade i Catalogue of Life.